# نظام الخلايا الكهروضوئية القائم بذاته

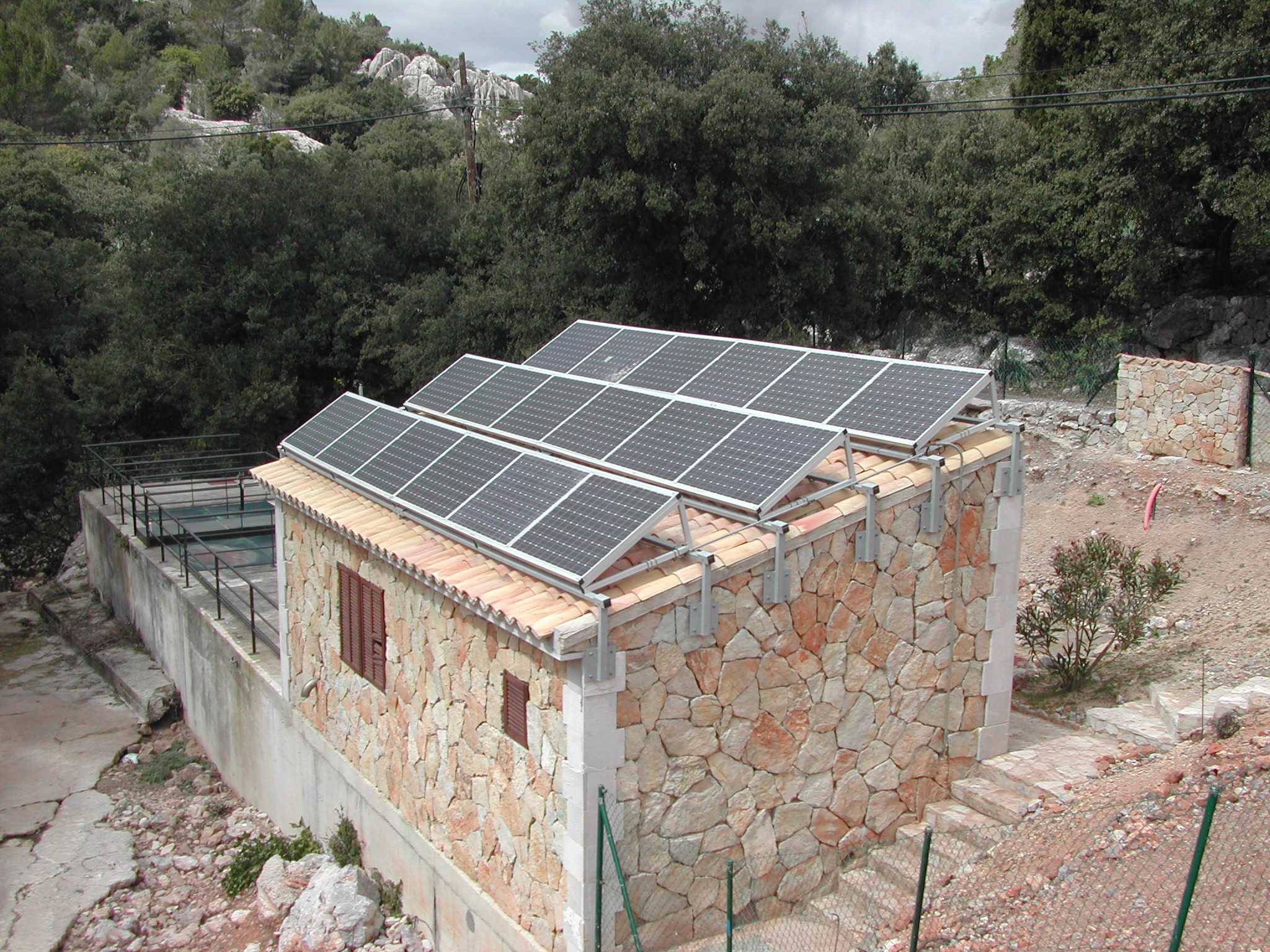
نموذج لنظام الخلايا الكهروضوئية القائم بذاته في محطة لمعالجة مياه الصرف الصحي في إسكوركا، إسبانيا.

نظام الخلايا الكهروضوئية القائم بذاته، هي أنظمة كهروضوئية تولّد الكهرباء والتي لا ترتبط بالشبكات الكهربائية. هذا النوع من النظام الكهروضوئية قد يُستخدم حصراً في الألواح الشمسية أو تُستخدم بجانب أجهزة أخرى مولدة للكهرباء؛ مثل مولدات الديزل وتوربينات الرياح.